# Рушкув (Лодзинське воєводство)
Рушкув (пол. Ruszków) — село в Польщі, у гміні Бжезньо Серадзького повіту Лодзинського воєводства.
Населення — 115 осіб (2011).
У 1975-1998 роках село належало до Серадзького воєводства.

## Демографія
Демографічна структура станом на 31 березня 2011 року:
|          | Загалом | Допрацездатний вік | Працездатний вік | Постпрацездатний вік |
| -------- | ------- | ------------------ | ---------------- | -------------------- |
| Чоловіки | 65      | 22                 | 33               | 10                   |
| Жінки    | 50      | 8                  | 24               | 18                   |
| Разом    | 115     | 30                 | 57               | 28                   |